# 神割崎キャンプ場
神割崎キャンプ場（かみわりざきキャンプじょう）は、宮城県本吉郡南三陸町戸倉にあるキャンプ場。太平洋に面した高台にあるキャンプ場で、近くに景勝地の神割崎や松林、遊歩道がある。

## 設備
- 神割観光プラザ
- ログキャビン
- オートサイト（AC電源使用可能）
- フリーサイト
- 日帰りBBQ設備
- サニタリーハウス（温水シャワー・水洗トイレ・コイン式洗濯機・衣類乾燥機・レストラン）[2]

## 営業期間
- 通年営業 - 2021年度から冬季休業（12月から3月末まで）を取りやめ通年営業となった[3]。

## 入場料金等
- 一般/600円（小学生未満無料）神割観光プラザで手続き
- キャンプサイト使用料

持込みテント一張り/400円
オートサイト区画/3,000円
ログキャビン 一棟一泊/5,000円～
レンタル毛布/200円、など

## アクセス
- E45 三陸道 桃生津山ICから東へ車で約40分
- E45 三陸道 志津川ICから南へ車で25分

## 周辺・近隣施設等
- 神割観光プラザ
- レストラン神割
- 平成の森
- 歌津魚竜館
- 田束山
- 椿島 (南三陸町)
- 南三陸町モアイスポット